# Ydre härad
Ydre härad var ett härad i Östergötland, tidigare en del av smålandet Kinda. Häradet motsvarar nuvarande Ydre kommun som fått sitt namn av häradet. Arealen mätte 781 km², varav land 674 och befolkningen uppgick 1920 till 7 464 invånare. 
Tingsplats var till 1948 Sunds kyrkby, därefter Kisa.

## Geografi
Ydre härad omfattade ett område mellan sjön Sommen och gränsen mot Småland. Häradsområdet omfattar landskapets högsta och mest kuperade skogstrakter kring vattendelaren mellan Svartåns, Stångåns och Emåns vattensystem. Södra delen av sjön Sommen samt ön Torpön i Sommen, tillhörde Ydre härad.
Sommen-området är känt för sina gamla kurorter och vilohem. Största ort är Österbymo.

### Socknar
Ydre härad omfattade följande socknar:
- Del av Askeryds socken - Före den 1 maj 1877, enligt beslut den 9 januari 1863, tillhörde den så kallade Lägerbobygden om 23 och 3/4 mantal Askeryds kyrkosocken och Östergötlands län och Ydre härad.[2] Området tillhörde Askeryds jordebokssocken fram till 1878 år jordebok, då det överfördes till Västra Ryds jordebokssocken.[3]
- Del av Rumskulla socken (före 1891)
- Asby socken
- Norra Vi socken
- Sunds socken
- Svinhults socken
- Torpa socken
- Västra Ryds socken
- Malexanders socken (huvuddelen av socknen låg i detta härad till 1920, då delen överfördes till Göstrings härad)

## Historik
Ydre härads historia har nedtecknats av bland andra Leonhard Fredrik Rääf (1786–1872). Rääf, som kallades Ydredrotten, var starkt konservativ och avskydde bland annat järnvägar, vilket sägs ha bidragit till att området vid denna tid inte kom att genomdras av järnvägsbyggen. Rääfs livsverk var Samlingar och anteckningar till en beskrifning av Ydre härad i Östergötland.
Ydre nedtecknas tidigast år 1279 som just "Ydre", och namnet härstammar sannolikt från det fornsvenska ordet ydher, som betyder "idegran". Ortnamnet skulle då betyda 'trakten där det växer idegran'.
Ydre ingick i smålandet Kinda.
Ydre ingick sedan tidig medeltid i Östergötlands lagsaga men ingick kameralt under stor del av unionstiden i Stegeholms län som i övrigt innehöll delar som ligger i nuvarande Småland. Före Vasatiden fördes Ydre ut ur Stegeholms län och när Smålands lagsaga bildade 1559 ingick inte Ydre i denna.

## Län, fögderier, tingslag, domsagor och tingsrätter
Socknarna ingick i Östergötlands län. Församlingarna tillhör(de) Linköpings stift.
Häradets socknar hörde till följande fögderier:
- 1720–1966 Kinda och Ydre fögderi
- 1967–1990 Linköpings fögderi

Häradets socknar tillhörde följande tingslag, domsagor och tingsrätter:
- 1680–1947 Ydre tingslag i 
  - 1680–1777 Kinda, Ydre, Vifolka och Valkebo häraders domsaga
  - 1778–1963 Kinda och Ydre domsaga
- 1948–1963 Kinda och Ydre domsagas tingslag i Kinda och Ydre domsaga
- 1964–1970 Linköpings domsagas tingslag i Linköpings domsaga

- 1971– Linköpings tingsrätt och domsaga

## Häradshövdingar
| Ämbetstid | Namn                                       | Levnadsperiod |
| --------- | ------------------------------------------ | ------------- |
| 1279      | Carl Falk af Skortebo                      |               |
| 1397–1411 | Gjurd Carlsson Foot                        | –1411         |
| 1421–1432 | Jöns Knutsson (båt)                        | -1433         |
| 1443–1447 | Harald Johansson (fisk)                    |               |
| 1450      | Erengisle Nilsson                          | –1469         |
| 1460–1464 | Sven Nilsson (Slatte)                      |               |
| 1526–1541 | Jöns Slatte                                | –1542         |
| 1545–     | Tord Olofsson skrivare                     |               |
| 1550–1551 | Christer Persson (Halvhjort till Flishult) |               |
| 1552–1557 | Henrik Persson                             |               |
| 1559      | Olof Gustafsson (Stiernbjäle)              |               |
| 1568      | Tönne Olofsson                             |               |
| 1573      | Christoffer Olsson                         |               |
| 1587–1594 | Arvid Wildeman                             | –1617         |
| 1594–1608 | Arvid Drake                                | –1618         |
| 1608–1621 | Peder Törnsköld                            | 1578–1642     |
| 1621–1622 | Mårten Lindeberg                           | –1652         |
| 1643–1651 | Samuel Kylander                            | 1608-1652     |
| 1653–1654 | Måns Ekegren                               |               |
|           | Johan Rosenhane                            | 1611–1661     |
| 1663–1665 | Carl Mörner af Tuna                        | 1605–1665     |
| 1665–1679 | Gustaf Persson Banér                       | 1618–1689     |
| 1679–     | Anders Ehrenfelt                           | 1637–1724     |
| 1680–1686 | Olof Hägerhjelm                            | 1628–1699     |
| 1686–1698 | Mauritz Ludvig Holst                       | 1636–1700     |
| 1698–1723 | Samuel Hytthon                             | 1664–1723     |
| 1724–1742 | Peter Hederhielm                           |               |
| 1743–1744 | Johan Broström                             |               |
| 1744–1747 | Jonas Ekman                                |               |
| 1747–1762 | Fredrik Otto Wrangel af Lindeberg          |               |
| 1763–1778 | Sigfrid Gahm                               |               |